# Asymmetrische relatie
In de wiskunde is een asymmetrische relatie een tweeplaatsige relatie {\displaystyle R} van verzameling {\displaystyle X} waar voor elke {\displaystyle a,b\in X} geldt dat als {\displaystyle (a,b)\in R} dan {\displaystyle (b,a)\notin R}. 

## Formele definitie

### Voorafgaand
Een tweeplaatsige relatie op {\displaystyle X} is elke deelverzameling {\displaystyle R} van {\displaystyle X\times X}. Als gegeven is dat {\displaystyle a,b\in X}, schrijft men {\displaystyle aRb} dan en slechts dan als {\displaystyle (a,b)\in R}. De uitdrukking {\displaystyle aRb} wordt gelezen als "{\displaystyle a} is gerelateerd aan {\displaystyle b} via {\displaystyle R}."

### Definitie
Een tweeplaatsige relatie {\displaystyle R} is asymmetrisch wanneer voor alle {\displaystyle a,b\in X} geldt: als {\displaystyle aRb} waar is, dan is {\displaystyle bRa} onwaar. Dat wil zeggen, als {\displaystyle (a,b)\in R}, dan {\displaystyle (b,a)\notin R}.
Dit kan in de taal van de eerste-orde-predicatenlogica geschreven worden als {\displaystyle \forall a,b\in X:aRb\implies \lnot (bRa).}Een logisch equivalente definitie is:
voor alle {\displaystyle a,b\in X,} is óf {\displaystyle aRb} onwaar, óf {\displaystyle bRa} onwaar, óf ze zijn allebei onwaar.
In de taal van de eerste-orde-predicatenlogica kan dat als volgt worden geschreven:{\displaystyle \forall a,b\in X:\lnot (aRb\wedge bRa).}Een relatie is asymmetrisch dan en slechts dan als zij zowel antisymmetrisch als irreflexief is.

## Voorbeelden
Een voorbeeld van een asymmetrische relatie is de "is kleiner dan" relatie {\displaystyle <} tussen reële getallen: als {\displaystyle x<y} dan is {\displaystyle y} uitsluitend groter dan {\displaystyle x}. Elke strikte partiële orde is een asymmetrische relatie, maar niet elke asymmetrische relatie is een strikte partiële orde. Een voorbeeld van een asymmetrische, intransitieve relatie relatie is de steen-papier-schaar relatie.  Stel, {\displaystyle X} verslaat {\displaystyle Y,} dan verslaat {\displaystyle Y} niet {\displaystyle X;} en stel, {\displaystyle X} verslaat {\displaystyle Y} en {\displaystyle Y} verslaat {\displaystyle Z,} dan verslaat {\displaystyle X} niet {\displaystyle Z.}

## Eigenschappen
Het is voldoende als er aan één van de volgende voorwaarden gedaan wordt, wil relatie {\displaystyle R} asymmetrisch zijn. 
- {\displaystyle R} is irreflexief en antisymmetrisch (dit is ook nodig)
- {\displaystyle R} is irreflexief en transitief. Een transitieve relatie is asymmetrisch dan en slechts dan als zij irreflexief is: als {\displaystyle aRb} en {\displaystyle bRa,} volgt uit transitiviteit {\displaystyle aRa,} wat in tegenspraak is met irreflexiviteit. Deze relatie is een strikte partiele orde.
- {\displaystyle R} is antitransitief en antisymmetrisch
- {\displaystyle R} is antitransitief en transitief